# Spiramater
Spiramater is een geslacht van vlinders van de familie uilen (Noctuidae), uit de onderfamilie Hadeninae.

## Soorten
- S. grandis Guenée, 1841
- S. lutra (Guenée, 1852)